# Toas (król Lemnos)
Toas – król Lemnos, ojciec Hypsipile.
Został uratowany przez córkę od śmierci w rzezi mężczyzn na Lemnos. Hypsipile zamknęła ojca w skrzyni i spuściła go na morze.